# Froggattimyia aurea
Froggattimyia aurea är en tvåvingeart som först beskrevs av Townsend 1916.  Froggattimyia aurea ingår i släktet Froggattimyia och familjen parasitflugor. Inga underarter finns listade i Catalogue of Life.